# هندبال در المپیک تابستانی ۲۰۰۴
هندبال در بازی‌های المپیک تابستانی ۲۰۰۴ نام رویداد ورزش هندبال در بازی‌های المپیک تابستانی بود که در سال ۲۰۰۴ برگزار شد. ۲۲ تیم در این مسابقات حضور داشتند. مسابقات در ۲ سالن در یک شهر برگزار شدند. این مسابقات از ۱۴ تا ۲۹ اوت برگزار شد.

## جدول مدال‌ها
| رتبه | کشورها          | طلا | نقره | برنز | مجموع |
| ۱    | دانمارک (DEN)   | ۱   | ۰    | ۰    | ۱     |
| ۱    | کرواسی (CRO)    | ۱   | ۰    | ۰    | ۱     |
| ۳    | کره جنوبی (KOR) | ۰   | ۱    | ۰    | ۱     |
| ۳    | آلمان (GER)     | ۰   | ۱    | ۰    | ۱     |
| ۵    | اوکراین (UKR)   | ۰   | ۰    | ۱    | ۱     |
| ۵    | روسیه (RUS)     | ۰   | ۰    | ۱    | ۱     |